# La Tournette
La Tournette (2351 m) je vrchol v masivu Bornes v departamentu Horní Savojsko. Jde o nejvyšší vrchol v okolí známého střediska Annecy a jezera Annécy.

## Přístup
Přístup na vrchol je možný z parkoviště u samoty Les Prés Rhonds ve výší cca 1230 m, automobily s vyšším podvozkem mohou vyjet až na parkoviště u Chalet D’Alp ve výši 1420 m. Cesta na vrchol trvá cca 4 hodiny z Les Prés Rhonds a cca 3 hodiny z Chalet D’Alp. Jedná se o horský chodník s řetězy a žebříky v poslední třetině výstupu.